# Arūnas Augustinaitis
Arūnas Augustinaitis (* 7. Juni 1958 in Kaunas) ist ein litauischer Kommunikationstheoretiker und Professor.

## Leben
Nach dem Abitur absolvierte er 1981 das Diplomstudium an der Fakultät für Geschichte an der Vilniaus universitetas (VU) und 1986 promovierte in Pädagogik. 1989 und 2000 forschte er in Berlin, 1995 in Lund, 1996 in Hannover.
Von 1982 bis 2002 lehrte an der VU. Ab 2002 lehrte er an der Mykolo Romerio universitetas. Von 2005 bis 2022 war er Professor und ab 2012 auch Rektor der Kazimiero Simonavičiaus universitetas.

## Bibliografie
- Teoriniai bibliotekininkystės pagrindai: vadovėlis aukštosioms mokykloms, su kitais, 1990–1995 m.
- Šiuolaikinės lobistinės veiklos tendencijos: monografija, su kitais, 2002 m.
- Lietuvos tauta: būklė ir raidos perspektyvos: monografija, su kitais, 2006 m.
- Universitetų ir bendrovių inovacijos mokantis visą gyvenimą (University and Corporate Innovations in Lifetime Learning): monografija, su kitais, 2008 m.
- Lietuvos e. valdžios gairės: ateities įžvalgų tyrimas: kolektyvinė monografija / Arūnas Augustinaitis, Vitalija Rudzkienė, Rimantas Alfonsas Petrauskas ir kt. – Vilnius: Mykolo Romerio universiteto Leidybos centras, 2009. – 350 p.: diagr. ISBN 978-9955-19-160-5.